# Dibutyltindilauraat
Dibutyltindilauraat is een chemische verbinding uit de groep van laurinezuuresters of lauraten. Ze is tevens een organotinverbinding. Ze komt bij kamertemperatuur voor als een kleurloze vloeistof die vrijwel niet oplosbaar is in water.

## Gebruik
Dibutyltindilauraat wordt gebruikt als katalysator bij de productie van polyurethaanschuim en -lak. Ze bevordert de reactie tussen de twee componenten (isocyanaat en polyol). Ze is ook katalysator bij de vorming van siliconenharsen en andere polymeren. Ze is tevens een stabilisator van pvc.

## Gevaren
De stof kan schadelijk zijn voor de vruchtbaarheid en de gezondheid van het ongeboren kind. Ze wordt ervan verdacht genetische defecten te veroorzaken. Ze is een bijtende stof die ernstige brandwonden kan veroorzaken op de huid en aan de ogen. Ze kan een allergische huidreactie veroorzaken. Ze is ook erg toxisch voor waterorganismen.